# جود (مسلسل)
جود، مسلسل تلفزيوني كويتي، تأليف علي الدوحان وإخراج منير الزعبي وإنتاج صباح بيكتشرز عرض في الموسم الرمضاني عام 2016. وهو مسلسل إجتماعي عن أربع أخوات، ويتطرق إلى الكثير من قضايا المجتمع الخليجي.

## قصة المسلسل
تدور أحداثه في منزل الوالد أبو جود وهو رجل كبير في السن يعاني الخرف ولديه أربع بنات، الكبرى جود، الثانية سلوى، الثالة دنيا، الصغرى حياة، ويتصف أبو جود بالدكتاتورية والتسلط والعصبية ويتحكم في شئون بناته إن كانت صغيرة أو كبيرة، بين البنات الأربعة هناك واحدة فقط متزوجة وهي سلوى الثانية بين الاربعة والأخريات يعشن بحصار شديد من والدهن الذي يفرض عليهن قيود مثل عدم قيادة السيارة وعدم استخدام أجهزة للتواصل الاجتماعي وعدم التبرج وغيرها من الأمور.
بالنسبة لجود (هدى حسين) التي يحمل المسلسل اسمها، تجسد دورها وتكون امرأة في عمر الأربعين ولم تتزوج بعد ولكنها تحب قريبها مشعل حب من طرف واحد، وشخصيتها خجولة جدا وضعيفة بسبب قمع والدها لها، ونرى كيف تتطور الأحداث وكيف ستتحول حياة الأخوات الأربعة بعد دخول ابن وزوجة الأب المتسلطة التي تزوجها دون علمهم،  وبعد وقوع كل من جود الأخت الكبرى ودنيا الأخت الثالثة في حب مشعل، وخروج جميلة صديقة سلوى من السجن بعد 10 سنوات بعد ان سجنت ظلما بسبب سلوى وبعد خروجها تحاول جميلة التقرب وملاحقة سامي زوج سلوى وابنتهما فجر ووالدة سامي حتى تنتقم من سلوى بعد ان تسبب سجنها بخسارة زوجها ووفاة طفلتها وإصابتها بمشاكل نفسية وعقلية.

## الفنانين المشاركين بالعمل
| الممثل           | الشخصية  |
| ---------------- | -------- |
| هدى حسين         | جود      |
| عبد المحسن النمر | مشعل     |
| صلاح الملا       | سليمان   |
| هبة الدري        | سلوى     |
| هند البلوشي      | دنيا     |
| فوز الشطي        | حياة     |
| يعقوب عبد الله   | سامي     |
| جواهر            | أمل      |
| سلمى سالم        | أميرة    |
| طيف              | أم سامي  |
| أمل عباس         | أم مشعل  |
| أمل العنبري      | جميلة    |
| ناصر عباس        | زين      |
| ياسة             | أم شملان |
| حسن الشماسي      | حمزة     |
| هبة هاشم         | رهف      |
| شهد الكندري      | فجر      |